# Temporada de furacões no Atlântico de 1859
A temporada de furacões no Atlântico de 1859 contou com sete furacões, o maior número registrado durante uma temporada de furacões no Atlântico até 1870. No entanto, na ausência de satélites modernos e outras tecnologias de sensoriamento remoto, apenas as tempestades que afetaram áreas terrestres povoadas ou encontraram navios no mar foram registradas, portanto, o total real pode ser maior. Um viés de subcontagem de zero a seis ciclones tropicais por ano entre 1851 e 1885 foi estimado. Dos oito ciclones conhecidos de 1859, cinco foram documentados pela primeira vez em 1995 por Jose Fernandez-Partagás e Henry Diaz, que foi amplamente adotado pela reanálise de furacões no Atlântico da National Oceanic and Atmospheric Administration em suas atualizações para o banco de dados de furacões no Atlântico (HURDAT), com alguns ajustes. HURDAT é a fonte oficial de dados de furacões, como trajetória e intensidade, embora devido a registros esparsos, as listas de algumas tempestades estejam incompletas.
O primeiro ciclone tropical foi um furacão observado na área de Tuxpan em Veracruz, México, em 1 de julho. Condições de furacão foram observadas ao longo da costa e várias embarcações foram perdidas. Em 2 de setembro outro furacão atingiu Saint Kitts e Saint Croix, danificando navios no primeiro. A quinta tempestade da temporada, possivelmente a mais devastadora da temporada, trouxe tempestades e ventos com força de furacão para o Panhandle da Flórida e Mobile, Alabama, bem como inundações e danos causados pelo vento em algumas áreas do Meio-Atlântico. No início de outubro, o sexto ciclone causou danos a Inagua, nas Bahamas. Pelo menos 25 barcos afundaram, com várias pessoas se afogando depois que uma embarcação virou. Dois navios viraram nas Bahamas devido à sétima tempestade. Um navio no Golfo do México virou durante o oitavo e último ciclone, afogando um número desconhecido de pessoas. A tempestade tornou-se extratropical no litoral do sudeste dos Estados Unidos em 29 de outubro
A atividade da temporada foi refletida com uma classificação de energia ciclônica acumulada (ACE) de 56. ACE é, em termos gerais, uma medida do poder do furacão multiplicado pelo tempo que ele existiu, então tempestades que duram muito tempo, assim como furacões particularmente fortes, têm ACEs altos. É calculado apenas para avisos completos em sistemas tropicais em ou superior a 63 km/h (39 mph), que é a força das tempestades tropicais.

## Sistemas

### Furacão Um
Pouco se sabe sobre o primeiro ciclone tropical observado na temporada de 1859, que foi analisado pela primeira vez em 1995. Durante o final de junho ou início de julho, cidades ao longo do litoral do estado mexicano de Veracruz sofreram um formidável furacão e vários navios no Golfo do México foram perdidos. Devido à falta de relatórios, a listagem da tempestade no banco de dados de furacões do Atlântico é limitada a um único ponto perto de Tuxpan, Veracruz, em 1 de julho embora esta data tenha sido escolhida principalmente como um espaço reservado em vez de dados definitivos.   Estima-se que os ventos sustentados atingiram 169 km/h (105 mph), o que equivale a um furacão de categoria 2 na atual escala de ventos de furacões Saffir-Simpson.

### Furacão Dois
A segunda tempestade conhecida da temporada foi descoberta na reanálise contemporânea. Existia no noroeste do Atlântico em meados de agosto, com a única evidência da tempestade sendo relatos de duas embarcações nas proximidades de mau tempo. Uma embarcação, o Tornado, encontrou ventos fortes, a partir de 17 de agosto o que a forçou a abandonar seu curso para leste e navegar para a cidade de Nova York. O Caure também experimentou ventos fortes em agosto 18 e agosto 19 com uma pressão barométrica tão baixa quanto 982 mbar (29.0 inHg) . Um modelo padrão de relação vento-pressão para esse valor produz ventos de 130 km/h (80 mph). Os padrões de vento relatados por cada navio indicam que nenhum deles atingiu o núcleo da tempestade, onde os ventos são normalmente mais fortes. Como resultado, estima-se que o sistema tenha atingido pelo menos a intensidade da categoria 2. Sua trilha aproximada segue uma trajetória leste-nordeste.

### Furacão Três
O primeiro dos três furacões em setembro também foi o primeiro da temporada a ser identificado antes de 1995. Foi descrito por WH Alexander em uma publicação de 1902 como um sistema "suave" que passou por St. Kitts e mais tarde St. Croix em 2 de setembro Uma trilha curta formulada para a tempestade em 1995 indicou um caminho através do norte das Pequenas Antilhas em setembro 2; a pista foi ligeiramente deslocada para o sul para sua inclusão no HURDAT.   Estima-se que os ventos sustentados mais altos tenham sido de 130 km/h (80 mph).

### Furacão Quatro
Com base em relatos de ventos fortes de um navio perto de 40°N, 50°W, Partagás documentou outra nova tempestade perto daquele ponto em 12 de setembro Como no furacão anterior, não existia rastro para esta tempestade até o HURDAT de 1995, quando observações mais extensas de várias embarcações adicionais foram utilizadas. Pelo menos quatro navios sofreram danos estruturais ou entraram na água, e o Bell Flower perdeu seu capitão e um membro da tripulação no mar. A severidade do clima encontrado pelos navios sugeria um ciclone de modesta intensidade de furacão.  

### Furacão Cinco
A quinta tempestade foi mencionada pela primeira vez por David M. Ludlum em 1963 como tendo afetado Mobile, Alabama, em 15 de setembro, mas sem descrição de sua gênese ou impactos. Partagás também reconheceu a tempestade sem tentar reconstruir sua trilha. Como resultado, o ciclone foi inicialmente adicionado ao banco de dados de furacões com apenas um único ponto de dados, colocando-o próximo a Mobile como uma categoria 1 furacão. Porém, em 2003, o projeto de reanálise ampliou a trilha de setembro 15 até 18 de setembro usando relatos de jornais e relatórios de terra e mar. Com ventos de força mínima de furacão, a tempestade moveu-se para norte-nordeste em direção à costa central do Golfo.  O ciclone atingiu a costa no início de setembro 16 sobre o Alabama com ventos estimados em 130 km/h (80 mph) e uma pressão barométrica de 982 mbar (29.0 inHg). Provavelmente se enfraqueceu em uma tempestade tropical enquanto avançava para o interior e atravessava o sudeste dos Estados Unidos e a região do Meio-Atlântico. A tempestade ressurgiu no Atlântico enquanto continuava em direção ao nordeste,  e com base em relatórios de navios, acredita-se que tenha recuperado a intensidade do furacão antes de passar ao sul da Nova Inglaterra e do Marítimo Canadense, antes de ser observado pela última vez em setembro. 18.
Ventos com força de furacão foram relatados no Panhandle da Flórida. No Alabama, a tempestade trouxe ventos fortes e grandes ondas para a área de Mobile. Depois que um cais foi inundado, as autoridades alertaram os moradores a procurar terrenos mais altos. As empresas também mudaram suas mercadorias para o segundo andar de seus prédios. Cais, balneários, fardos, barris e caixas levados pela água. O sistema ferroviário também foi interrompido por alguns dias. Alguns navios, como a escuna W W. Harkness e o vapor Crescent sofreram danos. Dois barcos de ostras viraram e 2 pessoas morreram afogadas. Os ventos derrubaram cercas, árvores e linhas telegráficas. Os danos atingiram pelo menos US $ 10.000. Mais tarde, inundações foram relatadas na Virgínia e Washington, DC O rio Potomac subiu consideravelmente em algumas áreas da Virgínia e Washington, DC, especialmente em Georgetown, onde a água atingiu o cais. Duas pontes quase foram varridas. Com a tempestade causando mais 8 in (200 mm) de chuva, plantações, barragens de moinhos e cercas foram danificadas. Em Nova York, ventos fortes destruíram um armazém de cinco andares e outro prédio adjacente.

### Furacão Seis
A sexta tempestade da temporada foi documentada pela primeira vez por Edward B. Garriott em 1900. Depois de ser observado pela primeira vez por um navio perto da Jamaica em 2 de outubro o furacão seguiu para o norte sobre a ponta do extremo leste de Cuba, de acordo com sua trilha reconstruída. Mau tempo foi relatado em Baracoa. A tempestade atingiu posteriormente o sudeste das Bahamas, onde o ciclone atingiu severamente a região de Inagua nos dias 2 e 3 de outubro, destruindo pelo menos 25 barcos. Vários navios navegando em torno de Inagua enfrentaram mar agitado e ventos fortes; "vários tripulantes e dois soldados" a bordo de um navio naufragado pelo furacão morreram. Relatórios meteorológicos de navios confirmam que o furacão continuou em direção ao norte, passando a meio caminho entre as Bermudas e a costa leste dos Estados Unidos. Em 6 de outubro um navio próximo ao centro da tempestade registrou uma pressão barométrica de 938 mbar (27.7 inHg), sinalizando que era um furacão intenso mesmo depois de cruzar o paralelo 40º norte.   Essa também foi a pressão mais baixa associada à tempestade e foi usada para estimar que os ventos máximos sustentados atingiram o pico de 201 km/h (125 mph).   Também em 6 de outubro um navio perto da Ilha Sable encontrou a tempestade, que provavelmente continuou a se aproximar do Canadian Maritimes. Naquele dia, a tempestade foi observada pela última vez na costa da Nova Escócia.  

### Tempestade tropical Sete
A partir de 16 de outubro, os navios em todo o centro das Bahamas experimentaram condições de tempestade acompanhadas por ventos fortes. Com base nesses relatórios, esta tempestade foi documentada em 1995 como um sistema de movimento oeste-noroeste. Um navio encalhou na Ilha Paraíso e outro sofreu destino semelhante nas Ilhas Ábaco. Continuando para o oeste, a tempestade atingiu a costa perto da atual Boca Raton, Flórida, com ventos de 110 km/h (70 mph) às 16:00 UTC em 17 de outubro O sistema foi observado pela última vez perto da Arcádia atual no início do dia seguinte. 

### Furacão Oito
Uma área de baixa pressão se desenvolveu sobre a Baía do Campeche entre outubro 23 e 24 de outubro com uma tempestade tropical se formando na última data. Pelo menos quatro outros navios naquela parte do Golfo do México sofreram danos estruturais apreciáveis. Um navio virou na tempestade com todas as mãos perdidas, exceto um marinheiro, que foi resgatado em 2 de novembro por um navio que passava. O sobrevivente disse que ficou preso nos destroços por cinco dias, indicando que seu navio afundou em 28 de outubro Tempo tempestuoso foi relatado perto das Bermudas. Partagás e Diaz usaram esses relatórios para criar uma trilha para a tempestade. Inicialmente, a tempestade derivou para o norte-nordeste e nordeste. Às 12:00 UTC em outubro Em 26 de novembro, estimou-se que o sistema se tornou um furacão e se intensificou um pouco mais para atingir o pico com ventos de 140 km/h (90 mph).  Pouco tempo depois, o furacão começou a acelerar para leste-nordeste devido a uma frente fria. Às 18:00 UTC em outubro Em 28 de novembro, a tempestade atingiu a costa perto de St. Petersburg, Flórida. Uma pressão barométrica de 974 mbar (28.8 inHg), o menor em relação à tempestade. A tempestade surgiu no Atlântico menos de seis horas depois e se transformou em um ciclone extratropical no início de outubro. 29. 